# One Last Kiss (歌曲)
One Last Kiss是日裔美籍創作歌手宇多田光的數碼單曲，於2021年3月9日由日本史诗唱片發行。歌曲亦收錄於同時發行的同名迷你專輯，以及2022年發行的雙語原創專輯《BAD MODE》。歌曲為於2021年3月8日上映的動畫電影《福音戰士新劇場版：終》的主題曲，作曲跟填詞均由宇多田光本人負責，並由她跟曾與酷娃恰莉等歌手合作的音樂製作人A.G.庫克共同製作。
歌曲為一首帶有Electronica元素的舞曲，最大的特色為聲樂的Drop部分並非經由加工製作，而是全部皆由宇多田實際演唱。歌曲以「探討面對失去」作為主題，並大量運用押韻技巧創作，而且在歌詞中加入人名跟著名地標專有名詞，為饒舌歌手以外較少使用的做法。
〈One Last Kiss〉於發行後獲得音樂家及樂評家正面評價，包括讚賞歌詞音節的分隔處理，以及認為歌曲完全沒有多餘或者不足的聲音。〈One Last Kiss〉發行後獲得商業成功，包括連續三週獲得Oricon公信榜跟日本《告示牌》歌曲下載榜冠軍，成為她相隔超過10年再次登上熱門100金曲榜冠軍的作品，以及職業生涯第一首串流媒體播放量破億次的歌曲。
歌曲的音樂影片由庵野秀明執導，內容設定為一場小型旅遊，並將宇多田表現成某人於心底裡無法忘記的人。截至2025年5月，影片在YouTube的觀看次數已錄得超過1億，並獲2022年「Space Shower 音樂獎」頒發「最佳概念影片獎」。宇多田亦在串流演唱會「Hikaru Utada Live Sessions from Air Studios」、音樂節目《with MUSIC》，以及巡迴演唱會「HIKARU UTADA SCIENCE FICTION TOUR 2024」上演唱歌曲。

## 背景與發行
宇多田光過往擔任動畫電影《福音戰士新劇場版》系列三部作品的所有主題曲演唱者，包括2007年的《福音戰士新劇場版：序》（〈Beautiful World〉）、2009年的《福音戰士新劇場版：破》（〈Beautiful World -PLANiTb Acoustica Mix-〉）跟2012年的《福音戰士新劇場版：Q》（〈櫻花紛飛〉）。當中宇多田在第三部作品《Q》的製作期間正因“人間活動”而暫別樂壇，但因為電影製作方的熱烈請求，加上本人對電影系列的深厚情感，因此特意破例限時復出為電影創作主題曲，為在她2016年正式復出樂壇前唯一推出的音樂新作。
2020年10月16日，電影系列最終作《福音戰士新劇場版：終》公開預告片段，並宣布訂於2021年1月23日上映，但並未公開有關主題曲的資訊。2020年12月9日，官方在宇多田出道的22週年當天宣布電影的主題曲為〈One Last Kiss〉，並在電影上映翌日的2021年1月24日作數位發行，而收錄電影系列所有歌曲的同名迷你專輯則在1月27日發行。2021年1月15日，由於受到2019冠狀病毒病的疫情擴大影響，電影決定延期上映，而相關的音樂作品的發行日亦跟隨一併推遲。2月26日，官方宣布電影的上映日訂於3月8日，而歌曲則於上映翌日的3月9日作數位發行。

## 創作與製作
宇多田光過往在創作電影《福音戰士新劇場版》系列主題曲的時候，皆因不希望被劇透而選擇不閱讀劇本，只靠著劇情的概要而創作歌曲。然而這次她在創作《福音戰士新劇場版：終》主題曲的時候決定閱讀作品的劇本，並在閱讀到最後的場景時想出主題曲前奏的第一下合成器聲音，繼而展開〈One Last Kiss〉的作曲與編程。
〈One Last Kiss〉由宇多田跟曾與酷娃恰莉等歌手合作的音樂製作人兼唱片公司PC Music創辦人A.G.庫克聯合監製。雖然以往宇多田未曾聽過對方的作品，但在FaceTime見面時認為對方嘗試理解自己的想法，認為他具備自己理想合作對象所需要的靈活以及匹配的個性。由於在製作歌曲的時候處於英國疫情最嚴重的封城期間，因此二人僅以電郵的形式相互交流合作。然而因為庫克在傳送檔案時漏失的關係導致歌曲缺少貝斯的音軌，因而請來以往曾參與宇多田演唱會的貝斯手喬迪·米利納（Jodi Milliner）在錄音室彈奏錄音，以完成歌曲的最終版本。
歌曲的混音由音訊工程師史蒂夫·菲茨莫里斯負責，他在處理的時候最著重低音聲部充滿動感的節奏音軌上，並認為歌曲在音樂上主要以鋼琴作為重心。他亦在混音時重視聲音的空間感、距離和深度，當多種聲音在歌曲最後同時出現時，他會特別注意把每個聲音放到合適的位置。菲茨莫里斯表示主聲樂的混音花費他不少時間仔細處理，而處理形式則根據不同樂句和歌曲發展而不斷變化，影響因素包括具層次感與衝擊感的聲音、高音域以及帶有回響的混響部分。

## 詞曲
〈One Last Kiss〉全長4分12秒，以降A小調創作，BPM為112。歌曲是一首帶有Electronica元素的舞曲，並帶有舞場雷鬼風格的節拍。歌曲的特徵為有著使人愉快的躍動節拍、響亮著豐富低音的低音聲部，以及於後半部分逐漸突出的貝斯合成器等電子聲音。歌曲以合成器跟弦樂交織的聲音開始，營造出戲劇性的高漲氣氛。歌曲的副歌部分有著反覆演唱的段落，並帶給聽者純粹、親近而愉悅的感覺，有如長久的戀愛關係一般。其中最大的特色為聲樂的Drop部分並非經由加工製作，而是全部皆由宇多田實際演唱，為舞曲中少有的處理手法。
歌曲以「探討面對失去」作為主題，並表達出「離別是伴隨著相遇的喜悅與共度的感謝而存在」的意思。宇多田亦表示在製作歌曲的過程中明白了並不需要放下悲傷，而是要接納它會一直長存自己心中這個事實。即使痛楚不會消失也沒所謂，失去的早已成為一份禮物。宇多田亦在歌詞句子的結尾大量運用押韻技巧創作，而且在歌詞中加入人名跟著名地標專有名詞，為饒舌歌手以外較少使用的做法。

## 專業評價
音樂家兼製作人Hyadain讚賞〈One Last Kiss〉有著內省而美妙的聲音，而歌詞本身也同樣出色。他也讚賞歌詞從具體的座標延伸至抽象的表現，並認為宇多田是日本藝術家的驕傲。音樂家兼製作人mabanua讚賞歌曲「完全沒有多餘或者不足的聲音」以及「甚至連間隔之間的微小聲音也是必要的部分」。嘻哈團體Dos Monos的成員莊子it讚賞宇多田對歌詞音節的分隔處理，認為她已經完美熟練揉合J-Pop、節奏藍調與日語的音節分隔方式，並在聆聽歌曲時驚嘆「竟然能這樣將詞語分開」。
音樂製作人Yaffle在亮相全日本新聞網的電視節目《關JAM 完全燃SHOW》時將〈One Last Kiss〉評為個人認為的年度最佳歌曲，並以「出色的歌手以優秀的節拍演唱，並以卓越的混音完成的純粹歌曲，有著壓倒性的完成度」跟「完美的歌曲」形容作品。他亦表示原以為歌曲的重點在第一段副歌的後半，但實際上卻是在第二次副歌的開頭，而進入第二段副歌後沒有加入低音的做法也非常嶄新。音樂評論家imdkm認為歌曲「藉著A.G.庫克的力量將宇多田的聲音與言語匯聚於中心，並將她難以自行組成的聲音用鉤印創造出絕妙的宣洩」。
MuuMuse的布拉德利·斯特恩（Bradley Stern）表示歌曲前半部分的合成器使他想起了《ULTRA BLUE》跟《HEART STATION》時期作品的溫暖感，但其後的製作走向並未有像PC Music（A.G.庫克的唱片公司）作品般極具實驗性，認為庫克在歌曲中主要沿著宇多田已經展開的方向擔任輔助角色。《日本時報》的帕特里克·聖米歇爾（Patrick St. Michel）在總結2021年的日本音樂時將〈One Last Kiss〉評為年度最佳歌曲，並認為它「既非逃避冷漠的現實，亦非因艱難時刻而厭世」，而是「擁抱經歷磨練後的成熟－在難以接受的變遷中茁壯成長，而沒有空虛停滯」。

### 榮譽
〈One Last Kiss〉獲得J-WAVE在2021年的「SPECIAL MUSIC FUN! AWARD」中的「最佳混音獎」，以表彰音訊工程師史蒂夫·菲茨莫里斯於歌曲出色的混音貢獻。歌曲亦獲得「令和3年動畫歌曲大賞」的大獎，並獲評審評價「宇多田光作為音樂家真的跟隨著新世紀福音戰士的腳步寫出歌詞」。在日本唱片協會於2022年頒發的「第36屆日本金唱片大獎」中，歌曲獲頒發「最佳五大下載歌曲」獎項。

## 商業成績
〈One Last Kiss〉成為宇多田光近年全球範圍最成功的歌曲。歌曲於發行首週空降日本Oricon公信榜與日本《告示牌》的下載週榜冠軍，並與歌曲同名迷你專輯同時佔據單曲跟專輯下載週榜冠軍。歌曲亦分別空降Oricon公信榜與日本《告示牌》的串流媒體週榜第3位，以及Oricon公信榜合算週榜跟日本《告示牌》熱門100金曲榜第2位。在其他地區，歌曲亦空降美國《告示牌》的世界單曲暢銷榜第11位、全球二百大單曲榜第40位，以及台灣HITO日亞排行榜第1位。
在發行次週，歌曲繼續與同名迷你專輯同時佔據Oricon公信榜跟日本《告示牌》的單曲及專輯下載週榜冠軍，亦分別升上Oricon公信榜合算週榜跟日本《告示牌》熱門100金曲榜的第1位。這使宇多田自2010年的〈Goodbye Happiness〉以來，睽違超過10年再次獲得熱門100金曲榜冠軍作品。在串流媒體週榜，歌曲於次週繼續排行Oricon公信榜跟日本《告示牌》的榜單前10位。
在發行第三週，歌曲繼續與同名迷你專輯同時佔據Oricon公信榜跟日本《告示牌》的單曲及專輯下載週榜冠軍。這使宇多田成為史上首位同時佔據Oricon公信榜的單曲跟下載週榜三週冠軍的個人歌手，也是繼RADWIMPS後再次達成此紀錄的歌手。而歌曲亦繼續逗留在Oricon公信榜跟日本《告示牌》串流媒體週榜，以及合算週榜跟熱門100金曲榜的前10位。
歌曲於2022年3月獲得日本唱片協會的串流媒體白金認證，代表已獲得超過1億次串流媒體播放量，成為宇多田第一首達到此成績的歌曲。歌曲其後亦在2023年10月獲單曲下載的白金認證，代表當地下載量已超過25萬次。

## 音樂影片

### 背景與概念
〈One Last Kiss〉的音樂影片由電影《福音戰士新劇場版：終》的導演庵野秀明負責執導，庵野在接過宇多田的親自邀請後便答應合作。影片在英國倫敦的郊外取景拍攝，並由身處日本的庵野進行遠端執導，雙方僅以電子郵件的方式交流製作意見。庵野在提出所需的鏡頭視角跟對嘴素材後，便由倫敦的攝製團隊拍攝並傳送給對方進行剪輯。受英国对2019冠狀病毒的防疫政策的影响，拍攝團隊僅由包括宇多田在內的六人組成，並由宇多田本人負責自己的造型跟化妝，而她亦以手機自拍的形式拍攝部分素材。庵野原先亦打算讓宇多田的兒子掌鏡拍攝，但考慮年紀尚小的他可能搞不清狀況以及有隱私曝光的風險，因此最終只加入部分由他以手機拍攝的素材。

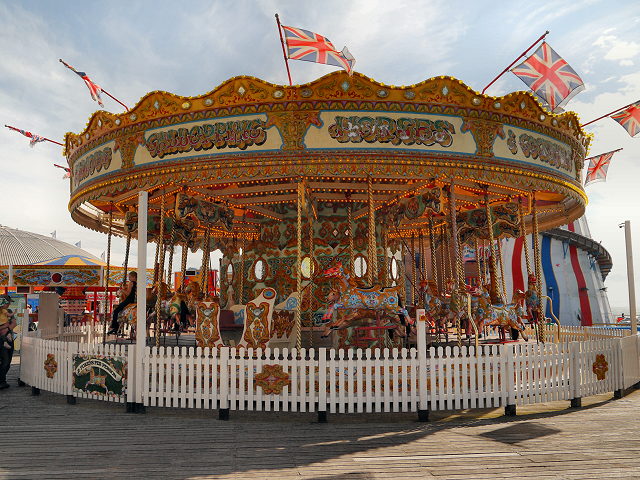
布萊頓碼頭的遊樂場（圖），歌曲的音樂影片其中一個拍攝地

歌曲的音樂影片概念呼應歌詞中的「令我無法忘懷的人」，以及跟歌曲搭配的電影中各個角色的心態，因此將宇多田表現成某人於心底裡無法忘記的人。影片的內容設定為一場小型旅遊，並在布萊頓找來一間民宿拍攝。影片亦在公園、布萊頓碼頭及其遊樂場跟遊戲中心等多個地方取景拍攝，展現出宇多田在旅遊中遊玩以及在室內悠閒的模樣。

### 發布與反響
〈One Last Kiss〉的音樂影片於2021年3月9日凌晨零時在YouTube以首映形式發布。影片首映同時的觀映人數超過69,000人，觀看次數在12小時後突破100萬。影片的觀看次數在發布一星期後突破1,000萬，並在20天後突破2,000萬，均刷新個人最快的突破速度。截至2025年5月，影片的觀看次數已突破1億。
Ototoy的三好香奈讚賞影片跟極簡主義的歌曲非常匹配，並認為影片的結尾跟完結的電影世界同樣有著感慨的氣氛，會讓不少影迷感到「永無止盡的喪失感」。影片其後獲2022年「Space Shower 音樂獎」頒發「最佳概念影片獎」，以表彰其出色的概念設計。

## 現場表演
2022年1月19日，宇多田光在預先錄影的付費串流演唱會「Hikaru Utada Live Sessions from Air Studios」上首次現場表演〈One Last Kiss〉。她亦登上日本電視台於2024年4月13日播映的音樂節目《with MUSIC》常規播映首集，分別獨唱〈One Last Kiss〉以及與椎名林檎合唱〈只有兩小時的假期〉。在同年7月至9月舉行的巡迴演唱會「HIKARU UTADA SCIENCE FICTION TOUR 2024」上，她也再次演唱〈One Last Kiss〉。2025年4月21日，宇多田光在「科切拉音樂節」上與Arca表演〈Electricity（Arca Remix）〉同時混搭了〈One Last Kiss〉與〈Passion〉。

## 製作名單
資料來自e-onkyo的新聞稿。
- 宇多田光－詞曲創作、製作、聲樂錄製、全聲樂、鍵盤與編程
- A.G.庫克－製作、鍵盤與編程
- 史蒂夫·菲茨莫里斯（英语：Steve Fitzmaurice）－混音（於Pierce Room）、錄製
- 喬迪·米利納（Jodi Milliner）－貝斯合成器
- 齊藤祐也－聲樂音軌編輯（於ABS Recording Studios）

## 榜單排名
| 週榜單（2021年）                   | 最高 位置 |
| ---------------------------------- | --------- |
| 日本（Oricon單曲下載排行榜）       | 1         |
| 日本（Oricon單曲串流排行榜）       | 3         |
| 日本（Oricon單曲合算排行榜）       | 1         |
| 日本（《告示牌》熱門100金曲榜）    | 1         |
| 日本（《告示牌》歌曲下載排行榜）   | 1         |
| 日本（《告示牌》歌曲串流排行榜）   | 3         |
| 全球（《告示牌》全球二百強單曲榜） | 40        |
| 美國（《告示牌》世界單曲暢銷榜）   | 11        |
| 台灣（HITO日亞排行榜）             | 1         |

| 年榜單（2021年）                 | 位置 |
| -------------------------------- | ---- |
| 日本（Oricon單曲下載排行榜）     | 11   |
| 日本（Oricon單曲串流排行榜）     | 66   |
| 日本（Oricon單曲合算排行榜）     | 70   |
| 日本（《告示牌》熱門100金曲榜）  | 42   |
| 日本（《告示牌》歌曲下載排行榜） | 12   |
| 日本（《告示牌》歌曲串流排行榜） | 70   |
| 台灣（HITO排行榜）               | 44   |

## 認證
| 地區                                                     | 认证 | 认证单位/销量        |
| -------------------------------------------------------- | ---- | -------------------- |
| 日本（日本唱片協會）                                     | 白金 | 250,000（單曲下載）* |
| 串流媒體                                                 |      |                      |
| 日本（日本唱片協會）                                     | 白金 | 100,000,000†         |
| *僅含認證的實際銷量 ‡僅含認證的+實際銷量 †僅含認證的銷量 |      |                      |

## 資料來源
1. ↑  . 樂吃購！日本. 2021-03-09  [2021-12-11]. （原始内容存档于2020-12-11） （中文（臺灣））.
2. ↑  . Tower Records. 2012-11-17  [2021-06-05]. （原始内容存档于2013-07-03） （日语）.
3. ↑  . ETtoday星光雲. 2015-12-08  [2022-06-05]. （原始内容存档于2017-05-11） （中文（臺灣））.
4. ↑  . ねとらぼ. 2020-10-16  [2022-02-05]. （原始内容存档于2021-01-23） （日语）.
5. ↑  . . 2020-12-09  [2022-02-05]. （原始内容存档于2020-12-27） （日语）.
6. ↑  . Music Voice. 2021-01-15  [2022-03-05]. （原始内容存档于2022-08-13） （日语）.
7. ↑  . . 2021-02-26  [2021-09-05]. （原始内容存档于2022-01-10） （日语）.
8. 1 2  . 宇多田ヒカル於Twitter. 2021-04-03 [2022-06-06] （日語）.
9. ↑  . block.fm. 2021-03-09  [2021-07-12]. （原始内容存档于2021-04-14） （日语）.
10. ↑  . Music News. 2022-02-11  [2022-02-15]. （原始内容存档于2022-03-09） （英语）.
11. 1 2  . Spotify. 2022-01-24  [2022-01-25]. （原始内容存档于2022-01-31） （日语）.
12. 1 2 3 4  . PR Times. 2021-11-24  [2021-12-21]. （原始内容存档于2021-12-03） （日语）.
13. 1 2 3 4  . J-Cast. 2021-05-16  [2022-03-26]. （原始内容存档于2021-06-06） （日语）.
14. ↑  . Tunebat.   [2022-05-27] （英语）.
15. 1 2 3  Stern, Bradley. . MuuMuse. 2021-03-09  [2021-02-01]. （原始内容存档于2021-12-17） （英语）.
16. ↑  . 宇野維正於Twitter. 2021-04-06 [2022-06-06] （日語）.
17. ↑  . Real Sound. 2021-03-21  [2021-06-05]. （原始内容存档于2022-04-22） （日语）.
18. ↑  . Mikiki. 2021-03-09  [2021-06-05]. （原始内容存档于2022-04-22） （日语）.
19. ↑  . ねとらぼ. 2020-12-25  [2021-06-05]. （原始内容存档于2021-10-19） （日语）.
20. 1 2  . 日刊電電. 2021-08-18  [2021-06-05]. （原始内容存档于2022-04-12） （中文（臺灣））.
21. ↑  . Uta-Ten. 2021-04-20  [2021-06-05]. （原始内容存档于2022-04-12） （日语）.
22. 1 2  Günseli Yalcinkaya. . DAZED. 2021-06-12  [2021-06-09]. （原始内容存档于2022-01-29） （英语）.
23. ↑  . Billboard JAPAN. 2021-07-18  [2022-03-16]. （原始内容存档于2022-01-22） （日语）.
24. 1 2  . nonno. 2021-04-22  [2021-06-05]. （原始内容存档于2022-04-22） （日语）.
25. ↑  . miyearnZZ Labp. 2021-05-09  [2021-06-05]. （原始内容存档于2022-04-22） （日语）.
26. ↑  . モデルプレス. 2022-01-17  [2022-01-17]. （原始内容存档于2022-04-22） （日语）.
27. ↑  . . 2022-01-17  [2022-01-17]. （原始内容存档于2022-04-22） （日语）.
28. ↑  . Real Sound. 2021-04-04  [2021-04-05]. （原始内容存档于2022-04-22） （日语）.
29. ↑  St. Michel, Patrick. . The Japan Times. 2021-12-24  [2022-01-02]. （原始内容存档于2022-04-22） （英语）.
30. ↑  . . 2021-12-20  [2022-02-21]. （原始内容存档于2022-04-22） （日语）.
31. ↑  . Oricon. 2022-03-14  [2022-06-21]. （原始内容存档于2022-04-02） （日语）.
32. ↑  . FNMNL. 2021-03-10  [2021-12-11]. （原始内容存档于2021-12-11） （日语）.
33. ↑  . Oricon. 2021-03-17  [2021-12-11]. （原始内容存档于2022-06-22） （日语）.
34. ↑  . Billboard JAPAN. 2021-03-17  [2021-12-11]. （原始内容存档于2021-10-28） （日语）.
35. ↑  . Oricon. 2021-03-17  [2021-12-11]. （原始内容存档于2022-03-09） （日语）.
36. 1 2  . Oricon. 2021-03-17  [2021-08-10]. （原始内容存档于2021-03-17） （日语）.
37. 1 2  . Billboard JAPAN. 2021-03-17  [2021-08-10]. （原始内容存档于2021-08-10） （日语）.
38. ↑  . Oricon. 2021-03-17  [2021-08-10]. （原始内容存档于2021-03-17） （日语）.
39. ↑  . Billboard JAPAN. 2021-03-17  [2021-08-10]. （原始内容存档于2021-08-07） （日语）.
40. 1 2  . Billboard.   [2021-08-10]. （原始内容存档于2021-08-10） （英语）.
41. 1 2  . Billboard.   [2021-08-10]. （原始内容存档于2021-07-15） （英语）.
42. 1 2  . HITO日亞排行榜.   [2022-04-03]. （原始内容存档于2021-03-28） （中文（臺灣））.
43. ↑  . Oricon. 2021-03-24  [2021-12-11]. （原始内容存档于2022-05-12） （日语）.
44. ↑  . Billboard JAPAN. 2021-03-24  [2021-12-11]. （原始内容存档于2021-10-28） （日语）.
45. ↑  . Billboard JAPAN. 2021-03-24  [2021-12-11]. （原始内容存档于2021-10-30） （日语）.
46. 1 2  . Oricon. 2021-03-24  [2021-08-10]. （原始内容存档于2021-03-29） （日语）.
47. 1 2  . Billboard JAPAN. 2021-03-24  [2021-08-10]. （原始内容存档于2021-08-10） （日语）.
48. 1 2  . Billboard JAPAN. 2021-03-24  [2022-02-28]. （原始内容存档于2021-12-19） （日语）.
49. ↑  . Oricon. 2021-03-24  [2021-08-10]. （原始内容存档于2021-03-24） （日语）.
50. 1 2  . Oricon. 2021-03-31  [2021-12-11]. （原始内容存档于2022-06-23） （日语）.
51. 1 2 3  . Billboard JAPAN. 2021-03-31  [2021-12-11]. （原始内容存档于2021-10-28） （日语）.
52. ↑  . Billboard JAPAN. 2021-03-31  [2021-12-11]. （原始内容存档于2021-10-30） （日语）.
53. ↑  . Oricon. 2021-03-31  [2021-08-10]. （原始内容存档于2021-03-31） （日语）.
54. ↑  . Oricon. 2021-03-31  [2021-08-10]. （原始内容存档于2021-03-31） （日语）.
55. 1 2  . Recording Industry Association of Japan.   [2022-07-10] （日语）. 在下拉菜单选择“2022年3月”
56. 1 2  . Recording Industry Association of Japan.   [2024-02-10] （日语）. 在下拉菜单选择“2023年10月”
57. 1 2 3  . Spice. 2021-03-09  [2021-06-05]. （原始内容存档于2022-04-22） （日语）.
58. 1 2 3  One Last Kiss (歌曲). Hikaru Utada於Instagram.
2021-05-02 [2022-03-08]
59. ↑  . Modelpress. 2021-03-17  [2021-06-05]. （原始内容存档于2022-08-13） （日语）.
60. 1 2  . Hikaru Utada於YouTube. 2021-03-09  [2024-10-22]. （原始内容存档于2025-05-16） （日语）.
61. ↑  . OK Music. 2021-03-08  [2021-06-05]. （原始内容存档于2021-07-24） （日语）.
62. ↑  . J-Entertainment. 2021-03-10  [2022-06-05]. （原始内容存档于2022-07-27） （日语）.
63. ↑  . Qetic. 2021-03-22  [2022-06-05]. （原始内容存档于2021-05-10） （日语）.
64. ↑  . RbbToday. 2021-03-28  [2022-07-05]. （原始内容存档于2021-04-17） （日语）.
65. ↑  . Ototoy. 2021-03-17  [2022-07-05]. （原始内容存档于2022-06-12） （日语）.
66. ↑  . SPACE SHOWER MUSIC AWARDS 2022於Twitter. 2022-03-15 [2022-06-06] （日語）.
67. ↑  . . Real Sound. 2022-01-20  [2022-01-23]. （原始内容存档于2022-01-20） （日语）.
68. ↑  . . 2024-04-07  [2024-07-05]. （原始内容存档于2024-04-07） （日语）.
69. ↑  , . . Billboard JAPAN. 2024-09-05  [2024-09-05]. （原始内容存档于2024-09-05） （日语）.
70. ↑  . 東方日報. 2025-04-22  [2025-05-23]. （原始内容存档于2025-05-23） （中文（香港））.
71. ↑  . e-onkyo. 2022-01-19  [2022-01-25]. （原始内容存档于2022-01-19） （日语）.
72. ↑  . Oricon. 2021-03-17  [2021-08-10]. （原始内容存档于2021-03-22） （日语）.
73. ↑  . Billboard JAPAN. 2021-03-17  [2021-08-10]. （原始内容存档于2021-12-16） （日语）.
74. 1 2 3  . Oricon.   [2022-03-31]. （原始内容存档于2022-03-28）.
75. ↑  . Billboard JAPAN.   [2022-08-10]. （原始内容存档于2021-12-10） （日语）.
76. ↑  . Billboard JAPAN.   [2021-08-10]. （原始内容存档于2021-12-10） （日语）.
77. ↑  . Billboard JAPAN.   [2021-08-10]. （原始内容存档于2022-07-15） （日语）.
78. ↑  . HITO日亞排行榜.   [2022-08-03]. （原始内容存档于2016-06-02） （中文（臺灣））.